# 1158
Năm 1158 trong lịch Julius.